# Propedies hebardi
Propedies hebardi är en insektsart som beskrevs av Costa Lima 1941. Propedies hebardi ingår i släktet Propedies och familjen gräshoppor. Inga underarter finns listade i Catalogue of Life.